# More Than You Think You Are
More Than You Think You Are – album studyjny zespołu Matchbox Twenty wydany 19 listopada 2002 za pośrednictwem Atlantic Records. Styl zaprezentowany na albumie nieco różnił się od tego na dwóch wcześniejszych wydawnictwach, toteż album odniósł mniejszy sukces komercyjny, pomimo atrakcyjności w stacjach radiowych. Ostatecznie zdobył status podwójnej platynowej płyty na terenie Stanów Zjednoczonych.

## Spis utworów
1. "Feel" (Kyle Cook/Paul Doucette/Rob Thomas) – 3:20
2. "Disease" (Mick Jagger/Rob Thomas) – 3:43
3. "Bright Lights" (Rob Thomas) – 3:54
4. "Unwell" (Rob Thomas) – 3:48
5. "Cold" (Matt Serletic/Rob Thomas) – 3:15
6. "All I Need" (Rob Thomas) – 3:41
7. "Hand Me Down" (Rob Thomas) – 5:02
8. "Could I Be You" (Paul Doucette) – 3:43
9. "Downfall" (Matt Serletic/Rob Thomas) – 4:07
10. "Soul" (Kyle Cook/Paul Doucette/Rob Thomas) – 4:34
11. "You're So Real" (Rob Thomas) – 3:01
12. "The Difference" (Rob Thomas) – 4:05
  - So Sad So Lonely (po okresie ciszy) – 3:45
13. "Disease (wersja akustyczna; dostępna jedynie w australijskiej edycji albumu) – 3:45

## Pozycje na listach przebojów
| Lista (2002)             | Pozycja |
| ------------------------ | ------- |
| Australian Albums Chart  | 3       |
| Austrian Albums Chart    | 40      |
| Top Canadian Albums      | 10      |
| Dutch Albums Chart       | 71      |
| German Albums Chart      | 11      |
| New Zealand Albums Chart | 6       |
| Norwegian Albums Chart   | 16      |
| Swedish Albums Chart     | 36      |
| Swiss Albums Chart       | 61      |
| UK Albums Chart          | 31      |
| Billboard 200            | 6       |

### Single
| Rok  | Utwór           | U.S. Hot 100 | U.S. Modern Rock | U.S. Main- stream Rock | U.S. Adult Top 40 | U.S. Top 40 Main- stream | U.S. Pop 100 | UK | AUS | NZ | Album                       |
| ---- | --------------- | ------------ | ---------------- | ---------------------- | ----------------- | ------------------------ | ------------ | -- | --- | -- | --------------------------- |
| 2002 | "Disease"       | 29           | —                | —                      | 4                 | 21                       | —            | 50 | 31  | —  | More Than You Think You Are |
| 2003 | "Unwell"        | 5            | —                | —                      | 1                 | 3                        | —            | 83 | 12  | 8  | More Than You Think You Are |
| 2004 | "Bright Lights" | 23           | —                | —                      | 2                 | 15                       | —            | —  | 26  | 48 | More Than You Think You Are |
| 2004 | "Downfall"      | —            | —                | —                      | 27                | —                        | —            | —  | —   | —  | More Than You Think You Are |
| 2004 | "All I Need"    | —            | —                | —                      | —                 | —                        | —            | —  | 32  | —  | More Than You Think You Are |